# Emigrația din Republica Moldova
Emigrația din Republica Moldova este un proces, care are un impact semnificativ (negativ) asupra situației demografice și economice a țării.
Republica Moldova este o țară care a fost afectată de rate sporite de emigrare chiar și în perioada sovietică. Datele oficiale despre evoluția numărului de migranți începând cu anul 1999 sunt prezentate în Sondajul Forței de Muncă (SFM) și de recensământul populației efectuat de Biroul Național de Statistică al Republicii Moldova în 2004. Aceste sondaje definesc termenul „migrant” ca un membru al unei gospodării care la momentul intervievării este absent temporar, cu alte cuvinte, „a plecat peste hotare să muncească sau este în căutarea unui loc de muncă”. Potrivit datelor SFM, numărul de migranți a fost în creștere constantă în ultimii doisprezece ani, excepție fiind anul 2005, de la circa 100,000 în anul 1999 la aproximativ 350,000 către sfârșitul anului 2010.
Începând cu anul 2003 fluxul de migranți din zonele rurale a început să crească cu ritmuri mai sporite decât cel din zonele urbane, iar diferența a atins circa 4-6 puncte procentuale. Rata mai mare a migrației din localitățile rurale s-a manifestat și prin cota mai mare a persoanelor care au migrat pentru prima dată. Aceasta înseamnă că numărul de „migranți noi” este mai mare în sate decât în orașe. Rata înaltă a migrației influențează de asemenea și nivelul de activitate economică din Republica Moldova și, în particular, din zonele rurale.

## Dinamică
Numărul de persoane plecate din Republica Moldova pentru a se stabili cu domiciliul permanent în străinătate: 
Destinațiile emigranților moldoveni, 2019.
     Rusia (40,77%)
     Ucraina (26,46%)
     Romania (9,9%)
     Italia (6,54%)
     SUA (6,19%)
     Celelalte țări (10,14%)
| An   | Emigranți | % creștere/desc. |
| ---- | --------- | ---------------- |
| 2001 | 6,446     | ▬                |
| 2002 | 6,592     | ▲ 2.3%           |
| 2003 | 7,376     | ▲ 11.9%          |
| 2004 | 7,166     | ▼ 2.8%           |
| 2005 | 6,828     | ▼ 4.7%           |
| 2006 | 6,685     | ▼ 2.1%           |
| 2007 | 7,172     | ▲ 7.3%           |
| 2008 | 6,988     | ▼2.6%            |
| 2009 | 6,663     | ▼ 4.6%           |
| 2010 | 4,714     | ▼ 29.2%          |
| 2011 | 3,920     | ▼ 16.8%          |
| 2012 | 3,062     | ▼ 21.9%          |
| 2013 | 2,585     | ▼ 15.6%          |